# Les Foudroyés (roman)
Les Foudroyés (titre original : Tinkers) est le premier roman de Paul Harding, romancier américain.
Il a reçu le prix Pulitzer de la fiction 2010.